# John Acclom (político do séc. XIV)
John Acclom foi um político inglês que serviu como membro do Parlamento inglês por Scarborough em 1373, fevereiro de 1383, novembro de 1384, fevereiro de 1388 e 1399. Ele era o pai de John Acclom e Robert Acclom, ambos parlamentares. Ele foi oficial de justiça de Scarborough de algum ponto antes de agosto de 1381 a Michaelmas de 1382, Michaelmas de 1387 a 1388, 1390 a 1393, 1394 a 1396, 1397 a 1399 e 1401 até à sua morte.